# Gretchen Merrill
Gretchen Merrill (Boston, 2 novembre 1925 – Windsor, 22 aprile 1965) è stata una pattinatrice artistica su ghiaccio statunitense.
È stata la seconda e ultima donna statunitense a vincere una medaglia ai campionati europei; dal momento che nel 1948 la competizione è stata ristretta ai rappresentanti dei Paesi europei. 

## Palmarès
| Evento                            | 1941 | 1942 | 1943 | 1944 | 1945 | 1946 | 1947 | 1948 | 1949 |
| --------------------------------- | ---- | ---- | ---- | ---- | ---- | ---- | ---- | ---- | ---- |
| Giochi olimpici invernali         |      |      |      |      |      |      |      | 8°   |      |
| Campionati mondiali               |      |      |      |      |      |      | 3°   |      |      |
| Campionati europei                |      |      |      |      |      |      | 2°   |      |      |
| North American Championships      |      |      |      |      | 2°   |      |      |      |      |
| Campionato nazionale statunitense | 2°   | 2°   | 1°   | 1°   | 1°   | 1°   | 1°   | 1°   | 2°   |